# Peter Stringer
Peter Alexander Stringer (* 13. Dezember 1977 in Cork) ist ein ehemaliger irischer Rugby-Union-Spieler, der auf der Position des Gedrängehalbs eingesetzt wurde. Er spielte für die irische Nationalmannschaft und zuletzt für den englischen Premiership-Verein Worcester Warriors. Peter Stringer ist 1,70 m groß und wiegt 72 kg.

## Leben und Karriere
Peter Stringer besuchte Schule und Universität im irischen Cork, wo er auch Ronan O’Gara kennenlernte. Seit 1998 spielte er für das irische Provinzteam Munster und im Februar 2000 gab er sein Debüt für die irische Nationalmannschaft gegen Schottland im Six Nations Turnier.
Mit Munster gewann Peter Stringer auch zweimal den Heineken Cup, 2006 gegen Biarritz Olympique und 2008 gegen Toulouse. In beiden Finalspielen war Peter Stringer ein Schlüsselspieler seiner Mannschaft, im Finale gegen Biarritz gelang ihm sogar der spielentscheidende Versuch.
2009 gelang Peter Stringer ein Grand-Slam Sieg mit der irschen Nationalmannschaft im Six Nations Turnier. Hierbei gewann er zum dritten Mal mit Irland die Triple Crown nach 2006 und 2007.
Im Juni 2018 gab Stringer sein Karriereende bekannt.